# Bruno Bernabei
Bruno Bernabei (Rapolano Terme, 30 maggio 1888 – Velletri, 23 dicembre 1947) è stato un avvocato e politico italiano.

## Biografia
Laureato in giurisprudenza, lavorò come avvocato. Fu membro della Massoneria, iniziato il 12 maggio 1919 nella loggia Diciannove maggio di Velletri. 
Esponente del Partito Repubblicano Italiano, fu candidato alle elezioni per l'Assemblea Costituente del 2 giugno 1946 nella Circoscrizione Roma-Viterbo-Latina-Frosinone: risultò il primo dei non eletti nella lista del PRI, ma dopo la morte di Girolamo Grisolia fu proclamato deputato il 6 febbraio 1947.
Morì il 23 dicembre dello stesso anno a Velletri, colto da un malore mentre assisteva alla cerimonia per la consegna di una medaglia d'oro a un operaio di una società di costruzioni. Alla Costituente venne quindi sostituito dal collega di partito Leone Azzali.